# Giuseppe Grassi de Joannon
Giuseppe Grassi De Joannon (Palmi, 24 febbraio 1815 – 1885) è stato un compositore italiano.

## Biografia
Iniziò gli studi prima con Maria Antonia Manfroce, sorella del compositore Nicola Antonio, poi con Carmine Jonata, organista e maestro di cappella del duomo di Palmi. Trasferitosi a Napoli, studiò armonia e contrappunto nel conservatorio di San Pietro a Majella per poi dedicarsi alla composizione e all'insegnamento.
Il 10 marzo 1849 fu rappresentata con discreto successo al teatro Nuovo di Napoli l'opera D. Alessio, ossia D. Procopio a Carditiello, o N'asciuta a lo Fusaro. Gli sono attribuite circa duecento composizioni, tra brani per pianoforte e liriche per voce e pianoforte, oggi in gran parte perdute.

## Opere

### Opere teatrali
- La vergine del Castello, 1846;
- D. Alessio, ossia D. Procopio a Carditiello, o N'asciuta a lo Fusaro, 1849;
- Tre matrimoni, 1852.

### Cantate
- Melodramma in onore di san Rocco protettore della città di Palmi, 1840;
- Cantata in onore della Madonna della Montagna, 1850;
- La guida e il solitario, 1857;
- Bizzarria sulla Virginia.

### Composizioni per pianoforte
- La traviata;
- L'eco. Melodie popolari variate;
- Divertimento brillante;
- La sonnambula;
- Ave, Maris Stella;
- Venite al tempio;
- Tantum ergo;
- Il giorno di Maria. Nelle ore desolate;

### Opere sacre
- Messa a piena orchestra "Napoli per Seminara" di Giuseppe Grassi de Joannon